# Caterina Ginnasi
Caterina Ginnasi (1590 - 30 novembre 1660) est une femme noble et une artiste peintre italienne de la période baroque, active principalement à Rome.

## Biographie

### Jeunesse et formation
Caterina Ginnasi naît en 1590 à Rome, elle est la fille unique de Dionisio Ginnasi (avocat de l'influente famille Colonna) et de Faustina Gottardi (décédée en 1646). Elle est issue d'une importante famille de Romagne.
Devenue orpheline de père alors qu'elle est encore jeune, Caterina Ginnasi est confiée aux soins de son oncle, le cardinal Domenico Ginnasi, alors doyen du Saint Collège de Rome. Elle et sa mère vivent auprès de lui dans le palais Ginnasi situé via delle Botteghe Oscure (en français, la rue des boutiques obscures), à Rome.
Le cardinal Ginnasi arrange un mariage entre Caterina Ginnasi et un cousin germain, Francesco, et obtient pour cela une licence spéciale du pape Paul V . Mais la jeune femme refuse ce mariage et choisit plutôt de rester célibataire et de se consacrer à la peinture,, ainsi qu'à une vie spirituelle et dévotionnelle. Bien qu'elle ne soit jamais devenue nonne, elle vit comme telle et est une amie proche d'autres religieuses de la noblesse romaine. Du fait de son grand intérêt pour la peinture, que son oncle remarque, elle commence une formation auprès du peintre Gaspare Celio probablement au début des années 1620. Puis elle devient l'élève de Giovanni Lanfranco jusqu'en 1634, année où le maître part pour Naples. Lanfranco a peint dans les années 1627-1628 une importante fresque dans Rome, il a aussi peint entre 1629 et 1632 une scène de Pentecôte à l'huile sur le plafond de la galerie du Palais Ginnasi,,.

### Carrière d'artiste

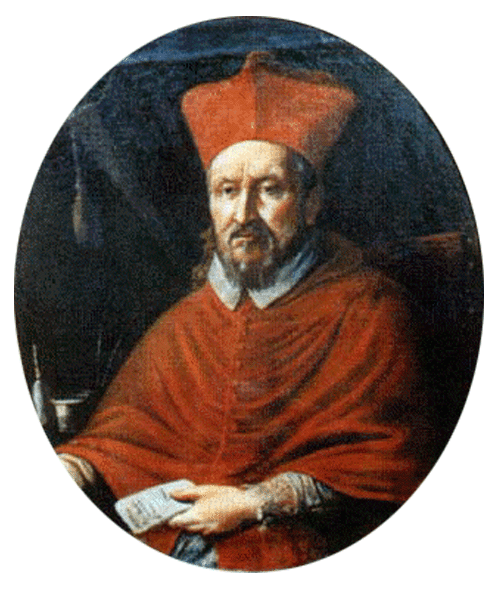
Le cardinal Ginnasi, portrait attribué à Caterina Ginnasi.

Caterina Ginnasi est l'unique femme incluse dans la biographie des artistes contemporains faite par le peintre Giovanni Battista Passeri . Elle est également l'une des rares femmes à devenir membre de l'Accademia di San Luca,, une société d'artistes romaine. Passeri loue Caterina Ginnasi pour son dévouement à étudier le dessin et la peinture plutôt que les passe-temps habituels des femmes liés à la couture. Son oncle le cardinal Ginnasi apprécie et encourage son travail : il expose quatre tableaux de sa nièce dans sa galerie, parmi les œuvres de Titien et de Guido Reni. Une Sainte Catherine à la roue, une Assomption de la Vierge, un Saint Michel Archange, et une Madone avec les quatre saints protecteurs de Velletri,. Il lui demande également de peindre des retables pour l'église de Santa Lucia alle Botteghe Oscure à Rome et pour sa chapelle dans la cathédrale de Velletri (aujourd'hui perdus),.
Les premières œuvres connues de Caterina Ginnasi sont réalisées pour l'église de Santa Lucia alle Botteghe Oscure, qui a été reconstruite en 1629-1630 sur l'ordre et sous le patronage du cardinal,. G. A. Bruzio indique dans son ouvrage « Theatrum Romanae Urbis… » que la jeune femme aurait participé au développement du projet auprès de l'architecte O. Torriani. Dans son ouvrage biographique, Passeri note qu'au moins quatre peintures sont de la jeune peintre : pour le maître autel un retable avec une représentation du Martyre de sainte Lucie, une Cène, un petit ovale de la Vierge (une Madone) et enfin un retable de saint Blaise guérissant un garçon, dont le visage serait modelé d'après celui du cardinal Ginnasi,,. Les deux premières œuvres présentes sur une photographie de l'église en 1925 (bien que la Cène ait subi une découpe en forme de lunette) sont les seules conservées et transférées après la destruction de l'église en 1936, lors de l'agrandissement de la rue delle Botteghe Oscure, vers une nouvelle église créée au sein de l'actuel palais Ginnasi,. Le retable de sainte Lucie a été conçu par Lanfranco. Une peinture à l'huile de saint Joseph, sur toile, a également été photographiée et attribuée à Caterina Ginnasi, mais elle a disparu lors de la destruction de l'église et n'a pas été retrouvée depuis.
Pour la chapelle Ginnasi (aussi appelée chapelle des saints protecteurs) à Velletri, édifiée par le cardinal, Caterina Ginnasi est chargée en 1632  de la réalisation des fresques et des toiles : elle peint un grand retable de La Madone et des quatre saints protecteurs de Velletri, deux peintures de saints et les quatre évangélistes disposés dans les angles de la coupole qui elle-même reçoit une œuvre dont on ignore de nos jours le sujet. Les fresques sont recouvertes par de nouvelles peintures en 1824 et les toiles décrochées et perdues.
Caterina Ginnasi peint également le retable principal de l'église Santi Angeli Custodi al Tritone, église démolie en 1928-1929 pour créer la rue del Tritone, avec la représentation d'un ange gardien conduisant un garçon au paradis loin de l'enfer (retable maintenant perdu),. Ce retable est probablement peint vers 1637, puis il est décroché et remplacé en 1681 par un tableau sur le même sujet réalisé par Giacinto Brandi, l’œuvre de Caterina Ginnasi est ensuite perdue.
Elle fait partie de la société d'artistes l'Accademia di San Luca probablement en 1638, puis avec certitude en 1651 — année durant laquelle quatre autres peintres femmes y sont aussi : Anna Maria Vaiani, Giovanna Garzoni,Giustiniana Guidotti et Felice Orlandi.
Une Nativité et une Pietà qui lui sont attribués sont également enregistrées dans une collection du XVIIIe siècle,. Un portrait du cardinal Ginnasi dans la collection Podestà-Lucciardi, à Sarzana, est attribué à Caterina Ginnasi, ainsi qu'une version ovale exposée dans la commune de Castel Bolognese.

### Patronage
En 1637, Caterina Ginnasi persuade son oncle le cardinal Ginnasi de fonder un couvent de carmélites déchaussées du Corpus Domini : celui-ci est construit à l'intérieur du palais Ginnasi, et rattaché à l'église de Santa Lucia alle Botteghe Oscure. Le couvent est dirigé par Caterina Ginnasi et sa mère Faustina Gottardi. Caterina Ginnasi possède de nombreuses images religieuses, en particulier de sainte Catherine, des reliques, des statuettes et des images de cire ainsi que des objets considérés comme magiques. À sa mort en 1639, son oncle lui laisse une importante dot qu'elle investit et qui double ainsi de valeur. Elle commande une tombe pour son oncle au sculpteur Giuliano Finelli. Après la mort du cardinal, la nièce se consacre aux deux institutions religieuses qu'avait initié celui-ci : le monastère des carmélites et la « Confraternita di Santa Maria Constantinopolitana del Suffragio » (« Confraternité de Sainte Marie Constantinople du Vote ») .

### Mort
Caterina Ginnasi tombe malade et meurt à Rome le 30 novembre 1660. Plusieurs œuvres qu'elle lègue dans son testament sont potentiellement ses réalisations.

## Critiques des œuvres
Selon Melasecchi en 2001, la rareté des œuvres analysables n'a pas permis de distinguer le style pictural de l'artiste. Passeri et les critiques ultérieurs qu'il influencera désigneront une « application pédante et impersonnelle de l'enseignement de Lanfranco, quand il ne s'agit pas d'une traduction directe des dessins du maître ». Le critique Schleier émet l'hypothèse d'une intervention de Lanfranco sur une peinture de son élève dans le cas du Martyre de Sainte Lucie, tandis que Melasecchi souligne que l'apport personnel de la peintre est bien présent dans l'ingénuité de la composition et dans les visages, tout en relevant les apports des enseignements de Lanfranco pour les couleurs et le clair-obscur.

## Postérité
Comme sa famille, Caterina Ginnasi est enterrée dans l'église de Santa Lucia. Cependant, cette église et son couvent sont démolis en 1938 lors de l'agrandissement de la rue delle Botteghe Oscure. Les monuments funéraires baroques de la famille sont transférés dans une chapelle à l'intérieur de la reconstruction moderne du Palais Ginnasi. L'inscription funéraire de Caterina Ginnasi peut être traduite par :
Caterina Ginnasi, nièce du cardinal Ginnasi, à cause de sa vertu féconde, mère des pauvres et mariée mais stérile. Elle n'a pas utilisé l'argent de la terre pour acheter les bénéfices du Ciel, mais l'a offert en charité envers tous. Dans l'ameublement, dans les vivres, dans le logement : en tout, elle ne cherchait que la souffrance pour elle-même ; et pour vivre après la mort, elle vécut comme si sa demeure n'était qu'un tombeau. Dans le petit matin d'hiver alors qu'elle assistait aux fonctions sacrées, stimulée par la chaleur de son amour divin, elle contracta un rhume, et pour cela, elle mourut, mais sa charité ne mourra jamais.
Giovanni Battista Passeri est le premier biographe de Caterina Ginnasi.
L'Academia di San Luca la mentionne sur une liste en 1661, sur laquelle figurent aussi les artistes femmes nommées en 1651, ainsi que Plautilla Bricci, Ippolita de Biagi et Maddalena Corvini.
Un buste en marbre conservé de nos jours au Victoria and Albert Museum de Londres est considéré comme un portrait possible de l'artiste.